# Cuisine des Tonga
La cuisine des Îles Tonga est composée de poisson, poulet, porc, fruits et légumes. Le sol fertile de ces territoires insulairres se joint au climat favorable aux cultures des tomates, carottes, oignons, citrouilles, épinards et d’autres plantes plus spécifiques comme le taro, les patates douces, le manioc, la noix de coco, les bananes, la papaye, la mangue, les ananas et les pastèques. 

## Spécialités
Le « ota ika » est un plat traditionnel composé de poisson cru mariné dans du citron et lait de coco. 
On trouve aussi aux Tonga le « lu pulu », consistant en du corned-beef et lait de coco enveloppés dans des feuilles de taro.
D'autres plats de spécialités comprennent les mets suivants :
- bœuf à la sauce coco et aux cacahuètes[4] ;
- feke, poulpe ou calmar grillé trempé dans une sauce crémeuse à la noix de coco[1] ;
- kakai moana – curry rouge de crevettes[5] ;
- ota ika – Poisson cru au lait de coco[5] ;
- tonga toast au pain brioché hallah, bananes, œufs, lait, cannelle, sirop d'érable et sucre[5] ;
- jus de pastèque et coco[5] ;
- otaï – Boisson fraîche à la pastèque et au lait de coco[5] ;
- salade de fruits des îles Tonga[5] ;
- sandwich tongien aux œufs, beurre et nouilles[5] ;
- riz pulao – Riz aux épices, amandes et raisins secs[5] ;
- crème légère à l’ananas[5].